# Thurzó
De familie Thurzó (ook wel Thurzo von Bethlenfalva (Duits: von Bethelsdorf, Slowaaks: z Betlanoviec)) was een belangrijk koopmansgeslacht in de vroegmoderne tijd. Deze familie heeft veel betekend voor het bestuur-, kunst- en bankwezen van Centraal-Europa (meer specifiek: het koninkrijk Polen, vanaf 1569 Polen-Litouwen en het koninklijk Hongarije). Deze familie is vergelijkbaar in het bankwezen met de Medicis en de Fuggers. Het stamslot ligt in het Opper-Hongaarse Lőcse, het tegenwoordige Levoča in Slowakije.
De wortels van het voorgeslacht liggen in Neder-Oostenrijk. 

## Opkomst en Ondergang
De naam Thurzó wordt voor het eerst genoemd in een 12e-eeuwse oorkonde uit Beieren.
György/Georg I van Thurzó (overleden in 1460) noemde zich sedert 1430 de heer von Bethelsdorf. De familie behoorde tot de zogenaamde "sedes decem lanceatorum" (nobilitas lanceati) en is de oudste van de zes families, die van 1472 tot 1772 in de Spiš het voor het zeggen hadden. De Spiš was in deze periode verpacht door het koninklijk Hongarije aan het koninkrijk Polen. Vanuit hun stamslot in het toenmalige Lőcse/Lewocza het hedendaagse Levoča bestuurde men het gebied. Naast de Spiš, kreeg Johan I van Thurzó in 1464 het poortersrecht van Krakau, vanaf hun Krakaus burgerrecht ging het de familie erg goed en werd een van de invloedrijkste families in Europa. Nadat men in 1495 samen met de familie Fugger het Fugger-Thurzó vennootschap oprichtte en soms wordt gezien als het eerste Kapitalistische familiebedrijf van Europa, het was vooral gericht op het toenmalige Koninkrijk Hongarije. Dit bedrijf had snel een monopoly op de handel en productie van koper en andere metalen in het koninkrijk Hongarije en opende overal in Europa filialen.
Johan I van Thurzó werd burgemeester in Krakau en hij en zijn familie zorgde ervoor dat de stad een belangrijk zaken-, wetenschaps- en renaissancestad werd. Door de rijkdommen uit hun familiebedrijf kochten zij verscheidene kastelen en landgoederen in het toenmalige Opper-Hongarije (het hedendaagse Slowakije), voorbeelden van deze kastelen zijn Zvolen en Orava en kregen in de loop van de 16e en 17e eeuw veel bestuurlijke macht in Opper-Hongarije. Naast op Opper-Hongaarse landgoederen kochten zij ook gronden in het toenmalige Heilig Roomse Rijk en in het Koninkrijk Polen.
De Thurzó Árva-Biccse tak stierf in 1621 uit en de Szepes (Spiš) tak in 1635 of 1636.